# Okapi Framework
Okapi Framework是跨平台和开源的组件和应用程序的集合，它为文档、软件的本地化和翻译提供广泛的支持。

## 结构
Okapi框架围绕下面的几个部分进行组织：
- 接口规格 — 框架中的组件和应用程序通过多个公用的API集（接口）进行通信。其中一些接口定义为高级规格。这些接口的实现允许您无缝地加入新组件到整体的框架中。例如：所有的过滤器使用相同的API解析输入文件，所以您可以使用任何可用的过滤器编写实用工具。

- 格式规格 — 保存和交换数据是本地化过程中重要的一环。对众多格式尽可能使用开放的标准可以增加互操作性。在可行时，Okapi框架则利用现有的标准，例如XLIFF、SRX、TMX等。

- 组件 — Okapi框架还包含了不断增长的组件集，它们实现了不同的接口规格。一些是可以在编写高级组件时使用的基础和低级部分，而其他的则可以直接在脚本或应用程序中使用的插件。

- 应用程序 — 最后，框架还提供了最终用户可以直接使用的应用程序。这些工具利用了Okapi组件并为您编写自己的组件提供了现成的平台。

## 组件
有两种主要类型的组件：
- 过滤器 — 实现了多种过滤器组件，包括用于：HTML, OpenOffice.org、Microsoft Office文件、Java属性文件、.NET ResX文件、Table-type 文件（例如CSV）、Gettext PO文件、XLIFF、TMX、Qt TS文件、基于正则表达式的格式、XML格式（包括Internationalization Tag Set的支持）等。

- 实用程序 — 实现了多种实用程序，包括：文本提取和合并工具、RTF到文本的转换器、编码转换、换行符转换、术语提取、翻译比较、质量检查、偽翻譯以及文本重写等。

## 应用程序
使用了框架的一些应用程序有：
- Rainbow — 提供了可用来运行任何Okapi实用程序的简易用户界面的程序。

- Tikal — 允许您在DOS提示符或批处理文件中执行任何Okapi实用程序的命令行工具。

- Ratel — 用来创建和修改SRX格式的分段规则的应用程序。

- CheckMate — 对已译文档进行质量检查的应用程序。

## 许可
在Okapi框架项目中的所有部分都是基于LGPL协议。